# Бидзинский, Стефан
Стефан Бидзинский (около 1630—1704) — военный и государственный деятель Речи Посполитой, полковник, воевода Сандомирский, староста хенцинский, жарновецкий и скальский.

## Биография
Представитель польского шляхетского рода Бидзинских герба «Янина». 3 октября 1655 года во время битвы со шведами под Войничем Стефан Бидзинский спас жизнь гетману Станиславу Лянцкоронскому. В 1662 году в чине поручика командовал небольшими отрядами, направленными на защиту Живецчины от грабежей, которые совершали польские жолнеры, не получавшие жалованье. Тем не менее, С. Бидзинский вскоре был отстранен королевским универсалом с занимаемой должности из-за своих злоупотреблений. Участвовал в Московском походе Яна II Казимира. В 1668 году он получил должность стражника великого коронного и чин полковника. Затем он участвовал в военных действиях против турок. Стефан Бидзинский высоко ценился, ему доверяли самые трудные поручения. В 1671 году он участвовал в битвах под Кальником и Брацлавом.
В 1674 году Стефан Бидзинский был избран послом (депутатом) от Сандомирского воеводства на элекционный сейм, где поддержал кандидатуру Яна Собеского на польский королевский престол. Он был одним из ближайших соратников короля Яна III Собеского.
В 1672 году Стефан Бидзинский участвовал в экспедиции великого гетмана коронного Яна Собеского против татарских «чамбулов». Во время битвы под Комарно он командовал одной из двух групп войск Яна Собеского. В битве под Хотином в 1673 году С. Бидзинский упал с лошади, но остался жив.
В 1678/1679 году был членом сейма Речи Посполитой. В 1683 году во время венской экспедиции Стефан Бидзинский командовал двумя конными хоругвями и драгунским полком. Был кандидатом на должность гетмана. В 1685 году он получил должность каштеляна сандомирского, а в 1699 году был назначен воеводой сандомирским.
В 1697 году Стефан Бидзинский был избран депутатом от Сандомирского воеводства на элекционный сейм, где поддержал кандидатуру саксонского курфюрста Августа Сильного.
Он пользовался всеобщим уважением. Он предлагал 100 тысяч злотых для выкупа пленных из рабства. Он основал больницу и монастырь реформаторов в Пиньчуве. После перехода из кальвинизма в католичество он стал его горячим последоватилем, борясь против своих бывших единоверцев.
Он был близким другом и товарищем поэта и историка Веспасиана Коховского.